# 부평 공업지구
부평 공업지구(富平工業地區)는 인천광역시 부평구 청천동, 갈산동 일대를 중심으로 하는 공업지구이다.

## 특징
부평에는 대규모의 자동차 공장(한국GM)이 있고 수출공업단지가 건설되어 최근 급격히 발전하고 있다. 주요 공업은 섬유 제품·전기 기기·전자 기기·플라스틱제품·기타 각종 공업이 일어나 있으며 제품은 주로 외국으로 수출되고 있다.